# 梅托希亚

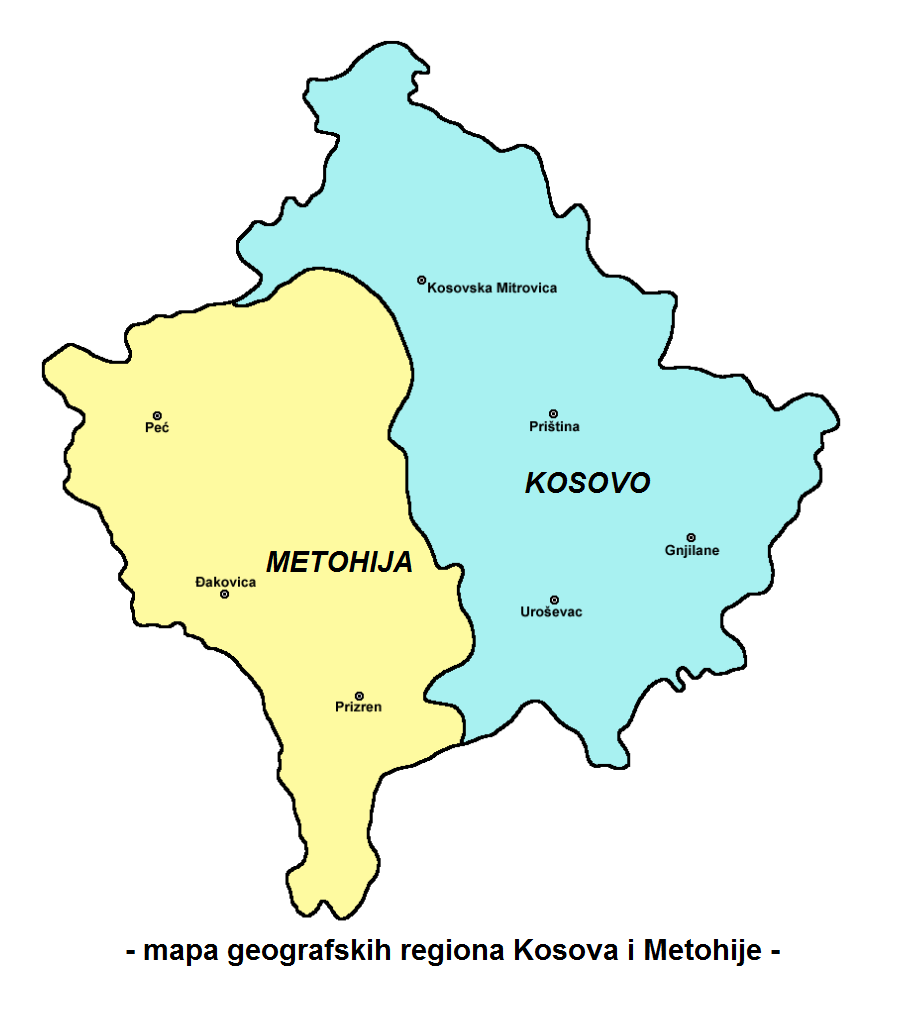
科索沃中包含梅托希亚的地图

梅托希亚（羅馬化：Metohija），是科索沃西南部的一个地理區，塞爾維亞主权声索。这个地区面积3,340 km2（1,290 sq mi），2002年的人口为790,272。